# Auchmis peterseni
Auchmis peterseni är en fjärilsart som beskrevs av Hugo Theodor Christoph 1887. Auchmis peterseni ingår i släktet Auchmis och familjen nattflyn. Inga underarter finns listade i Catalogue of Life.